# Lagerloser Motor
Als lagerlosen Motor bezeichnet man die Kombination eines Magnetlagers mit einem Elektromotor. Dabei soll der Begriff lagerlos darauf hinweisen, dass keine mechanischen Wälz- oder Gleitlager verwendet werden. Die Stabilisierung zumindest eines der Freiheitsgrade der rotierenden Motorwelle erfolgt völlig berührungslos mit Hilfe von aktiven magnetischen Kräften. Im Gegensatz zu einem konventionellen Antrieb mit Magnetlagern sind in einem lagerlosen Motor die Motor- und Magnetlagerkomponenten kombiniert. Dabei sind die Lagerwicklung und die Motorwicklung entweder als kombinierte oder getrennte Wicklungssysteme in einen gemeinsamen Blechschnitt integriert, wodurch sich sehr kompakte magnetgelagerte Antriebssysteme realisieren lassen.
Neben den typischen Anwendungsgebieten der Magnetlager werden sie auch häufig im Bereich hermetisch gekapselter Pumpen verwendet.